# Resolutie 1723 Algemene Vergadering Verenigde Naties
Resolutie 1723 van de Algemene Vergadering van de Verenigde Naties van 20 december 1961 werd door de Algemene Vergadering van de VN aangenomen met een meerderheid van 56 stemmen tegen 10 met 29 onthoudingen. De resolutie was het resultaat van een initiatief van Malaya, Thailand, Ierland en El Salvador om de kwestie-Tibet opnieuw te overwegen.

## Achtergrond
In 1950 viel het pas communistisch geworden China Tibet binnen. Het werd daarna na decennia van zelfstandigheid opgenomen in China. In de jaren hierna vluchtten honderdduizenden Tibetanen naar buurlanden. In Tibet zelf begon China met de immigratie van Chinezen en de onderdrukking en vernietiging van de Tibetaanse cultuur en religie in Tibet.

## Inhoud
De Algemene Vergadering herinnerde aan resolutie 1353 (XIV). Ze was erg bezorgd over de voortdurende gebeurtenissen in Tibet, waaronder de schending van de fundamentele rechten van het Tibetaanse volk en de onderdrukking van hun culturele en religieuze leven. Ze was ook diep bezorgd over het leed dat de gebeurtenissen veroorzaken bij de Tibetanen waarvan de grootschalige diaspora van Tibetaanse vluchtelingen naar buurlanden het bewijs was.
De Algemene Vergadering oordeelde dat deze gebeurtenissen de fundamentele mensenrechten in het Handvest van de Verenigde Naties en de Universele Verklaring van de Rechten van de Mens, waaronder het zelfbeschikkingsrecht, schonden, de internationale spanningen in de hand werkten en de relaties tussen volkeren deden verslechteren.
De Algemene Vergadering herbevestigde haar overtuiging dat respect voor het Handvest en de Universele Verklaring essentieel waren voor de totstandkoming van een vreedzame wereld gebaseerd op de rechtsstaat. Ze deed opnieuw een oproep om de praktijken waarmee de Tibetanen werden beroofd van hun rechten, waaronder het zelfbeschikkingsrecht, stop te zetten. Ze hoopte dat de lidstaten al het mogelijke zouden doen om deze resolutie waar te maken.

## Verwante resoluties
- Resolutie 1353 Algemene Vergadering Verenigde Naties
- Resolutie 2079 Algemene Vergadering Verenigde Naties